# Patrick Vincent
Patrick Vincent, né le 2 septembre 1955 à Strasbourg, est un footballeur français.

## Biographie
Formé au Racing Club de Strasbourg, Patrick Vincent signe un contrat de stagiaire professionnel en juin 1974 de deux ans.
Il joue son premier match avec l'équipe première lors de la réception du FC Metz (3-0) le 1er novembre 1974 à 19 ans. Vincent en dispute trois autres lors de cette saison 1974-1975.
Sur l'exercice suivant, il dispute un seul match, son dernier officiel avec Strasbourg à Valenciennes (défaite 2-0) le 24 janvier 1976 (20 ans). 
Il part jouer en Division 2 avec l'Amicale de Lucé en 1976. Peu utilisé les deux premières saisons, Vincent dispute dix-huit rencontres de D2 1978-1979 puis 23 l'année suivante.
Il entre ensuite dans la compagnie d'assurances MMA et en devient Directeur Central.

## Palmarès
- Division d'Honneur Centre (1)
  - Champion en 1979[1]

## Statistiques
| Saison                | Club                  | Championnat           | Championnat | Championnat | Coupe(s) nationale(s) | Coupe(s) nationale(s) | Total | Total |
| Saison                | Club                  | Division              | M.          | B.          | M.                    | B.                    | M.    | B.    |
| 1974-1975             | RC Strasbourg         | D1                    | 4           | 0           | -                     | -                     | 4     | 0     |
| 1975-1976             | RC Strasbourg         | D1                    | 1           | 0           | -                     | -                     | 1     | 0     |
| 1976-1977             | Amicale de Lucé       | D2                    | 7           | 0           | -                     | -                     | 7     | 0     |
| 1977-1978             | Amicale de Lucé       | D2                    | 2           | 0           | -                     | -                     | 2     | 0     |
| 1978-1979             | Amicale de Lucé       | D2                    | 18          | 0           | -                     | -                     | 18    | 0     |
| 1979-1980             | Amicale de Lucé       | D2                    | 23          | 0           | -                     | -                     | 23    | 0     |
| Total sur la carrière | Total sur la carrière | Total sur la carrière | 55          | 0           | -                     | -                     | 55    | 0     |